# یواس‌ان‌اس پویرتو ریکو (اچ‌اس‌تی-۲)
یواس‌ان‌اس پویرتو ریکو (اچ‌اس‌تی-۲) (به انگلیسی: USNS Puerto Rico (HST-2)) یک کشتی است که طول آن ۳۴۹ فوت (۱۰۶ متر) می‌باشد. این کشتی  در سال ۲۰۰۷ ساخته شد.